# Carlos Peña (cantante)
Carlo Enrique Peña Aldana (Città del Guatemala, 9 gennaio 1988) è un cantante e compositore guatemalteco, vincitore della seconda stagione del reality show Latin American Idol, trasmesso da Sony Entertainment Television.
Peña ha pubblicato inizialmente due album: Con una canción e Aquí estoy, quest'ultimo uscito nel 2009. Vive a Los Angeles, California, dal 2007 dove studia commercio internazionale e impara inoltre a suonare vari strumenti musicali con la maestra di canto Gina Giuseppe.
Il 30 agosto 2010 è uscito il suo nuovo album, chiamato Despierta; il 15 novembre dello stesso anno ha fatto ugualmente con la canzone Hasta el final e il 2 febbraio 2011 con Quiero salir; questi brani fanno parte del disco El sexto Sol, in collaborazione con il gruppo alternativo Penya sotto l'etichetta discografica Mutual Sense Corporation.

## Discografia
- 2007 - Con una canción
- 2009 - Aquí estoy
- 2010 - El sexto Sol